# Antoine Bouchard
Antoine Bouchard (Saguenay, 24 de agosto de 1994) es un deportista canadiense que compite en judo.
Ganó dos medallas en los Juegos Panamericanos, plata en 2015 y bronce en 2023, y seis medallas en el Campeonato Panamericano de Judo entre los años 2015 y 2022.
Participó en los Juegos Olímpicos de Río de Janeiro 2016, ocupando el quinto lugar en la categoría de –66 kg.

## Palmarés internacional
| Juegos Panamericanos    | Juegos Panamericanos  | Juegos Panamericanos | Juegos Panamericanos |
| Año                     | Lugar                 | Medalla              | Categoría            |
| ----------------------- | --------------------- | -------------------- | -------------------- |
| 2015                    | Toronto (Canadá)      | Medalla de plata     | –66 kg               |
| 2023                    | Santiago (Chile)      | Medalla de bronce    | –73 kg               |
| Campeonato Panamericano |                       |                      |                      |
| Año                     | Lugar                 | Medalla              | Categoría            |
| 2015                    | Edmonton (Canadá)     | Medalla de oro       | –66 kg               |
| 2016                    | La Habana (Cuba)      | Medalla de bronce    | –66 kg               |
| 2018                    | San José (Costa Rica) | Medalla de oro       | –73 kg               |
| 2019                    | Lima (Perú)           | Medalla de bronce    | –73 kg               |
| 2020                    | Guadalajara (México)  | Medalla de oro       | –73 kg               |
| 2022                    | Lima (Perú)           | Medalla de bronce    | –73 kg               |